# Station Himeji
Station Himeji (姫路駅, Himeji-eki) is een spoorwegstation in de Japanse stad Himeji in de prefectuur Hyōgo. Het wordt aangedaan door de JR Kobe-lijn, de Kishin-lijn, de Bantan-lijn en de Sanyo Shinkansen. Ook rijden er treinen van de Akō-lijn regelmatig door tot aan Himeji (op het traject van de Sanyo-lijn). Het station is het westelijke eindpunt van de JR Kobe-lijn, waarna deze lijn wordt voortgezet als de Sanyo-lijn richting Hiroshima en Kyūshū. Daarnaast bedient het Kasteel Himeji, een van Japans bekendste kastelen. 

Het station dient niet verward te worden met het station Sanyo Himeji, dat zich er ten noorden van bevindt.

## Lijnen

### JR West
| Spoor  | Lijn                                    | Bestemming                            |
| ------ | --------------------------------------- | ------------------------------------- |
| 1,2    | ■ Bantan-lijn                           | Teramae en Wadayama                   |
| 1,2    | □ Hamakaze (interprefecturale lijn)     | Sannomiya en Osaka                    |
| 3, 4   | ■ Kishin-lijn                           | Harima-Shingū en Sayo                 |
| 5, 6   | ■ JR Kobe-lijn                          | Kakogawa, Sannomiya en Osaka          |
| 5, 6   | □ Super Hakuto (interprefecturale lijn) | Sannomiya, Osaka en Kioto             |
| 7, 8   | ■ Sanyo-lijn                            | Aioi, Bansho-Ako, Kamigori, Okayama   |
| 7, 8   | □ Hamakaze                              | Wadayama en Tottori                   |
| 7, 8   | □ Super Hakuto                          | Tottori                               |
| 11     | Sanyo Shinkansen (oostwaarts)           | Shin-Osaka, Nagoya, Shizuoka en Tokio |
| 12, 13 | Sanyo Shinkansen (westwaarts)           | Okayama, Hiroshima en Hakata          |

## Geschiedenis
Het station werd in 1888 geopend aan de Sanyo-spoorlijn. In 1894 en 1930 werden kregen respectievelijk de Bantan-lijn en de Kishin-lijn een stop aan het station. De shinkansen stopt sinds 1972 in Himeji.

## Overig openbaar vervoer
Er is een busstation voor stadsbussen nabij het station.
Shin-Osaka · Shin-Kobe · Nishi-Akashi · Himeji · Aioi · Okayama · Shin-Kurashiki · Fukuyama · Shin-Onomichi · Mihara · Higashi-Hiroshima · Hiroshima · Shin-Iwakuni · Tokuyama · Shin-Yamaguchi · Asa · Shin-Shimonoseki · Kokura · Hakata
(Tōkaidō-lijn<<) · Ōsaka · Tsukamoto · Amagasaki · Tachibana · Koshienguchi · Nishinomiya · Sakura-Shukugawa · Ashiya · Konan-Yamate · Settsu-Motoyama · Sumiyoshi · Rokkomichi · Nada · Sannomiya · Motomachi · Kōbe · Hyōgo · Shin-Nagata · Takatori · Suma-Kaihinkōen · Suma · Shioya · Tarumi · Maiko · Asagiri · Akashi · Nishi-Akashi · Okubo · Uozumi · Tsuchiyama · Higashi-Kakogawa · Kakogawa · Hoden · Sone · Himeji-Bessho · Gochaku · Himeji · (>>Sanyō-lijn) 

Wadamisaki-lijn: Hyōgo · Wadamisaki